# Медаль «За выдающуюся общественную службу» (НАСА)
Медаль «За выдающуюся общественную службу» (англ. NASA Distinguished Public Service Medal) — высшая почётная награда Национального управления США по аэронавтике и исследованию космического пространства (НАСА) для гражданских лиц. К награде могут быть представлены гражданские лица, не являющиеся служащими правительства США.
Возможные вариации названия: медаль «За выдающиеся общественные заслуги»,  медаль «За выдающуюся службу обществу».

## Вручается
Медаль «За выдающуюся общественную службу» присуждается за выдающиеся заслуги, существенно поспособствовавшие выполнению задач НАСА, способствующих её продвижению.
Вклад представленного к награде лица должен быть настолько неординарными, что другие формы награждения были бы признаны недостаточными. Однако, по рекомендации Управления НАСА, Президент может назначить более высокую награду — Космическая медаль почёта Конгресса.

## Награждённые

### 1969 год
- англ. Harry H. Hess
- англ. T.J. O'Malley
- англ. Frederick Seitz
- англ. Charles H. Townes

#### 1971
- англ. Joseph G. Gavin
- англ. George E. Stoner

#### 1972
- англ. Riccardo Giacconi
- англ. Brian O'Brien
- англ. Gerald J. Wasserburg

#### 1973
- англ. Paul B. Blasingame
- англ. Joseph F. Clayton
- англ. Leo Goldberg
- англ. Clinton H. Grace
- англ. Robert E. Greer
- англ. George W. Jeffs
- англ. Thomas J. Kelly|Tom Kelly (engineer)|Thomas J. Kelly
- англ. H. Douglas Lowrey
- англ. Joseph P. McNamara
- англ. Richard H. Nelson
- англ. Frank Press
- англ. Theodore D. Smith

#### 1974
- англ. Ben G. Bromberg
- англ. Jack M. Campbell
- англ. Edwin G. Czarnecki
- англ. Harry Dornbrand
- англ. Jesse L. Greenstein
- англ. Bruce C. Murray
- англ. T.J. O'Malley
- англ. William G. Purdy

#### 1975
- англ. Grant L. Hansen
- англ. Willis M. Hawkins
- англ. Richard B. Kershner

#### 1976
- англ. Edward W. Bonnett
- англ. Antonio Ferri
- англ. Theodore D. Smith
- англ. Lyman Spitzer

#### 1977
- англ. Laurence J. Adams
- англ. Franklin W. Kolk
- англ. Walter O. Lowrie
- англ. Thomas G. Pownall
- Карл Саган англ. Carl Sagan
- англ. Francis B. Sayre
- англ. Ronald Smelt
- англ. Kurt Waldheim

#### 1978
- англ. Edward O. Buckbee
- англ. Gerald J. Wasserburg

#### 1991
- англ. Rodger Doxsey

#### 2003
- Крикалёв, Сергей Константинович

#### 2004
- Нил Деграсс Тайсон англ. Neil deGrasse Tyson

#### 2005
- Шари́пов, Салижа́н Шаки́рович